# Argentina Juniors 2014
Das Argentina Juniors 2014 als bedeutendstes internationales Nachwuchsturnier von Argentinien im Badminton fand vom 13. bis zum 16. Februar 2014 in Neuquén statt.

## Sieger und Platzierte
| Disziplin    | Gold                            | Silber                              | Bronze                             |
| ------------ | ------------------------------- | ----------------------------------- | ---------------------------------- |
| Herreneinzel | Iván León                       | Bastián Lizama                      | Naim Mohammed                      |
| Herreneinzel | Iván León                       | Bastián Lizama                      | Lucio Coronato                     |
| Dameneinzel  | Lohaynny Vicente                | Daniela Macías                      | Dánica Nishimura                   |
| Dameneinzel  | Lohaynny Vicente                | Daniela Macías                      | Andrea Montero                     |
| Herrendoppel | Nikolás Ferruzola Iván León     | Lucio Coronato Dino Delmastro       | Patricio Álvarez Bastián Lizama    |
| Herrendoppel | Nikolás Ferruzola Iván León     | Lucio Coronato Dino Delmastro       | José Guevara Naim Mohammed         |
| Damendoppel  | Daniela Macías Dánica Nishimura | Florencia Bernatene Ana Montefinale | Micaela Suárez Renatta Villa       |
| Mixed        | José Guevara Daniela Macías     | Bastián Lizama Andrea Montero       | Nikolás Ferruzola Dánica Nishimura |
| Mixed        | José Guevara Daniela Macías     | Bastián Lizama Andrea Montero       | Lucio Coronato Florencia Bernatene |